# Peter Fehse
Peter Fehse (* 18. Mai 1983 in Halle (Saale)) ist ein ehemaliger deutscher Basketballspieler.

## Laufbahn
Fehse betrieb als Heranwachsender Rudern, Fußball, Judo und Ringen, ehe er beim BC 69 Halle (später SV Halle) mit dem Basketballsport begann. Halles Trainer Fritz Espenhahn, ebenfalls Lehrer am örtlichen Sportgymnasium, erkannte Fehses Begabung und förderte ihn. Fehse spielte für die Herrenmannschaft des Vereins während der Saison 2000/01 in der 2. Basketball-Bundesliga, auch in dieser Mannschaft war Espenhahn sein Trainer. Fehse wurde über Deutschlands Grenzen hinaus bekannt, als die Seattle SuperSonics aus der amerikanischen NBA ihn 2002 in der zweiten Runde des Draftverfahrens an 48. Stelle auswählten. Fehse konnte sich aber keinen Platz im Aufgebot der Sonics erkämpfen. Schon vor dem Auswahlverfahren der NBA hatte Fehse einen Vertrag beim italienischen Spitzenverein Benetton Treviso unterschrieben. Allerdings musste er seinen Wehrdienst in Deutschland ableisten und konnte deshalb nicht nach Italien wechseln. Daraufhin wurde er an den Bundesligisten Opel Skyliners verliehen. Sprunggelenksverletzungen, Krankheiten und die Verpflichtungen bei der Bundeswehr setzten Fehse zu, der für die Skyliners in der Saison 2002/03 nur einen Kurzeinsatz im ULEB-Cup absolvierte und acht Spiele für die Mannschaft des Kooperationspartners Eintracht Frankfurt in der zweiten Liga bestritt.
Der Vertrag mit Treviso wurde aufgelöst, und Fehse wechselte im Sommer 2003 zum Mitteldeutschen BC und gewann mit dem Klub in der Saison 2003/04 den Europapokalwettbewerb FIBA EuroCup Challenge. Doch weder beim MBC noch bei den New Yorker Phantoms Braunschweig, für die er ab der Saison 2004/05 spielte, konnte sich Fehse entscheidend in der Bundesliga durchsetzen. Seine statistisch beste Bundesligasaison war das Spieljahr 2005/06, als er für die Braunschweiger in 21 Begegnungen mitwirkte und bei einer mittleren Einsatzzeit von 13:12 Minuten pro Partie im Schnitt 5,5 Punkte sowie 2,9 Rebounds verbuchte. Aufgrund einer Achillessehnenverletzung, die im Januar 2008 einen operativen Eingriff erforderte, bestritt Fehse zwischen Mai 2007 und Januar 2009 keine Spiele. Für die SG Braunschweig, die Nachwuchsmannschaft des niedersächsischen Bundesligisten, begann er Anfang des Jahres 2009 in der 2. Bundesliga ProB neu.
Im Sommer 2009 wechselte Fehse zurück an die Saale zum Mitteldeutschen BC, mit dem er bereits 2004 die FIBA EuroCup Challenge gewann. Seine Probleme mit der Achillessehne verhinderten aber einen Bundesliga-Einsatz und im Januar 2010 wurde er bis Saisonende an die BSW Sixers verliehen, um in der Regionalliga Spielpraxis zu bekommen. Fehse betreute zudem als Co-Trainer der NBBL-Mannschaft des MBC und war in der Saison 2014/15 Cheftrainer der U16-Mannschaft der „Wölfe“ in der JBBL.

## Erfolge
- U16-Nationalmannschaft
- U18-Nationalmannschaft
- U20-Nationalmannschaft
- A2-Nationalmannschaft
- FIBA-EuroCup-Challenge-Gewinner 2004
- Aufstieg in die 2. Bundesliga 2000 mit dem SV Halle
- Aufstieg in die ProB 2011 mit den BSW Sixers